# Хасан Мустафа Осама Наср
Хасан Мустафа Осама Наср (араб. حسن مصطفى أسامة نصر‎; род. 18 марта 1963) — египетский проповедник. Также известен как «Абу Омар». В 2003 году, живя в Милане (Италия), был похищен сотрудниками ЦРУ и вывезен в Египет, где подвергся пыткам. Это событие привело к инициации серии расследований в Италии, приведших к заочному осуждению 22 сотрудников ЦРУ, полковника ВВС США, двух их сообщников (граждан Италии) и самого Насра.

## Биография
Являлся членом египетской группировки «Аль-Гамаа аль-исламийя».

### Похищение
17 февраля 2003 года Наср был похищен агентами ЦРУ по пути в мечеть, куда он направлялся для полуденной молитвы. После этого он был вывезен в Египет и помещён в тюрьму, где, по его собственному утверждению, подвергся пыткам.
В апреле 2004 года он был переведён на домашний арест, после этого Насру удалось сделать несколько звонков своим родственникам и друзьям. Он рассказал им, что находится в тюрьме Тора, расположенной в 20 милях к югу от Каира. Также Наср утверждал, что подвергался в тюрьме избиениям, пыткам электрическим шоком, а также сексуальному насилию, в результате перенесённых испытаний он оглох на одно ухо. На тот момент, когда Наср звонил родным, он был освобождён вследствие недостатка улик. Вскоре после звонков, Наср был повторно арестован и помещён в тюрьму.
В феврале 2016 года ЕСПЧ постановил, что Италия должна выплатить Насру и его жене компенсацию за ущерб в размере 115 тысяч евро.

### Осуждение агентов ЦРУ
4 ноября 2009 года итальянский суд заочно признал виновными 22 агентов ЦРУ, полковника ВВС США, а также двух их сообщников-граждан Италии. Ещё восемь человек были признаны невиновными.
В 2010 году благодаря утечке дипломатических документов стало известно, что США давили на Италию, пытаясь не дать делу ход. Премьер-министр Италии Сильвио Берлускони заверил министра обороны США Роберта Гейтса, что «усердно работает над разрешением ситуации», но в юридической системе Италии «доминируют леваки».
В июле 2013 года полковник ВВС США Роберт Селдон был задержан властями Панамы по запросу Италии, но затем выпущен. Также ему была предоставлена возможность вылететь в США.

### Последующая жизнь
11 февраля 2007 года адвокат Насра подтвердил, что его подзащитный был выпущен из тюрьмы и вернулся к своей семье. После четырёх лет заключения египетский суд признал заключение Насра «безосновательным».
В декабре 2013 года Наср заочно был признан итальянским судом виновным в терроризме за действия, совершённые до его похищения.. Египет, где проживает Наср, отверг неоднократные требования Италии об экстрадиции Насра, также было отказано в даче интервью.